# 吉恩·坎贝尔
吉恩·坎贝尔（英語：Gene Campbell，1932年8月17日—2013年4月8日），美国男子冰球运动员，场上位置是前锋。他曾代表美国国家队参加1956年冬季奥林匹克运动会冰球比赛，获得一枚银牌。